# Красный, Давид Яковлевич
Давид Яковлевич Красный (1865 — 1927) — командир Полтавского 1-го казачьего полка, полковник.

## Биография
Из казаков, православный. Окончил Ставропольское казачье юнкерское училище. Прохождил службу во 2-м Таманском полку ККВ на 1 января 1909, затем в 1-м Таманском полку ККВ (на 10 января 1914 и на 1 августа 1916). С 20 марта 1917 командир 1-го Полтавского Кошевого атамана Сидора Белого полка Кубанского казачьего войска. Умер от туберкулёза в приюте Российского общества Красного креста. Похоронен на Русском кладбище в Херцег-Нови, могила № 177.

### Чины
- хорунжий (старшинство 1 сентября 1887);
- сотник (старшинство 1 сентября 1891);
- подъесаул (старшинство 6 мая 1900);
- есаул (старшинство 6 мая 1901);
- полковник (старшинство 19 февраля 1916).

### Награды
- орден Восходящей звезды (1893);
- орден Святой Анны 3-й степени (1896);
- орден Святого Станислава 2-й степени (1906).